# Mai 2020
Mai 2020 est le 5e mois de l'année 2020.

## Climat et environnement
Du 4 mai au 23 juin 2020, l'association Ocean Voyages Institute mène une expédition dans le continent de plastique, et y récupère 103 tonnes de déchets plastiques et les ramène à Hawaï pour recyclage, ce qui bat très largement le précédent record de repêche de déchets plastiques qui était de 48 tonnes (également détenu par l'association).
À l'occasion du cinquième anniversaire de la parution de l'encyclique Laudato si' sur la sauvegarde de la Création, Le 24 mai, le pape François lance une année Laudato si' du 24 mai 2020 au 24 mai 2021.

## Évènements
La pandémie de Covid-19 est toujours en cours. Elle diminue en Europe, mais reste forte en Amérique du Nord, surtout aux États-Unis, et se renforce en Amérique latine, notamment au Brésil, au Pérou, en Équateur et dans une certaine mesure au Mexique.
- 1er mai :
  - une attaque au couteau fait 7 blessés à South Hedland, en Australie, l'auteur de l'attaque est abattu par la police.
  - 17 immigrants afghans se sont noyés après avoir tenté d'entrer sur le territoire iranien. Ils auraient été torturés par les soldats iraniens.
- 3-4 mai : les Forces armées vénézuéliennes et la Marine vénézuélienne stoppent l'Opération Gideon lancée par des rebelles déserteurs vénézuéliens dans le but de faire tomber le gouvernement de Nicolás Maduro.
- 4 mai :
  - début de la première phase de déconfinement en Allemagne et en Belgique ;
  - une équipe de scientifiques britanniques et kényans annonce dans Nature Communications la découverte en septembre 2019 de Microsporidia MB, un microbe parasite de la division des champignons microsporidia qui empêche les moustiques de transporter la malaria ; l'équipe pense qu'il peut potentiellement être utilisé pour contrôler la malaria, s'ils parviennent à comprendre comment le microbe se répand et comment il bloque la maladie[3],[4] ;
  - à cause de la pandémie de covid-19, l'ouverture de l'Exposition universelle de 2020 est décalée au 1er octobre 2021[5].
  - un avion-cargo privé, de type Embraer EMB 120, de la compagnie kenyane African Express Airways, transportant des fournitures humanitaires et médicales destinées à aider la Somalie dans sa lutte contre la Covid-19, est accidentellement abattu par des troupes éthiopiennes stationnées dans la ville de Berdale (en), tuant les 6 personnes à bord (2 pilotes kenyans et 4 passagers somaliens)[6],[7],[8],[9].
- 5 mai :
  - aux Émirats arabes unis, la tour Abbco de Charjah, un gratte-ciel résidentiel de 45[10], 48[11] ou 49 étages[12], haut de 190 mètres, est ravagée par un incendie spectaculaire, qui blesse au moins 12 personnes[13].
  - au moins deux personnes (un médecin et une infirmière) sont tuées et deux autres (le pilote et le copilote) gravement blessées après qu’un Learjet 35 transportant des fournitures médicales vitales se soit écrasé près de l’aéroport (en) d’Esquel, en Argentine[14],[15].
- 7 mai :
  - au moins 13 personnes (dont des personnes âgées et des enfants) meurent et plus de 5 000 tombent malades d'une fuite de gaz de styrène émanant d’une usine chimique de LG Polymers à Visakhapatnam dans l’Andhra Pradesh, au sud-est de l'Inde[16],[17] ;
  - le Bundestag vote l'interdiction des thérapies de conversion des homosexuels en Allemagne[18].
- 9 mai : des bandits armés pillent les magasins et élevages des villages de Gadabo, Zibane Koira-Zeno et Zibane-Tegui, dans la région de Tillabéri au Niger, tuant 20 habitants durant leurs exactions[19].
- 10 mai : le navire de soutien Konarak de la Marine de la République islamique d'Iran est touché par un tir ami de la frégate iranienne Jamaran, le bilan officiel communiqué le lendemain est 19 marins tués tandis que 15 autres ont été blessés[20].
- 11 mai : publication dans Nature des résultats du test ADN et de la datation au carbone 14 d'une dent humaine retrouvée sur le site de Bacho Kiro en Bulgarie (pourtant site paléontologique de la culture du Châtelperronien associée aux hommes de Néandertal), qui s'avère être une dent d'Homo Sapiens vieille de 45 000 ans, ce qui fait remonter de 5000 ans supplémentaires la date d'arrivée présumée des Homos Sapiens en Europe[21],[22],[23].
- 12 mai : en Afghanistan, trois attaques frappent le pays et relancent les hostilités entre le gouvernement et les Talibans[24] :
  - trois hommes armés et déguisés en policiers attaquent une maternité gérée par MSF à Kaboul, dans un quartier habité par la minorité des Hazaras, et tuent au moins 16 personnes (dont des mères, des enfants, et des infirmières) avant que les forces spéciales afghanes n'évacuent les survivants, le gouvernement accuse les Talibans[24] ;
  - une explosion tue un enfant dans la province de Khost[25] ;
  - une attaque vise un enterrement d'un commandant de police dans le sud du pays et fait au moins 37 morts, cet attentat est revendiqué par l'État islamique[24],[25].
- 14 mai : publication dans la revue MicoKeys d'un article de la biologiste danoise Ana Sofia Reboleira (de l'Université de Copenhague), qui décrit le champignon parasite des mille-pattes américain, le Troglomyces twitteri, qu'elle a pu décrire avec son collègue Henrik Enghoff à partir d'une photo qu'elle avait vue par hasard sur Twitter, ce qui en fait la première découverte d'une nouvelle espèce à partir de ce réseau social[26] - découverte cependant confirmée après inspection de la collection du Musée d’histoire naturelle de Copenhague[26].
- 15 mai :
  - le ministre de la Santé brésilien Nelson Teich démissionne à cause de profonds désaccords avec le président Jair Bolsonaro sur la gestion de la pandémie de Covid-19 au Brésil, moins d'un mois après le limogeage du précédent ministre de la Santé Luiz Henrique Mandetta exactement pour les mêmes raisons ;
  - en Albanie, l'Ordre des psychologues, dont les décisions sont définitives et valides juridiquement, interdit les thérapies de conversion des homosexuels, quelques jours après que le Parlement allemand a pris la même décision[18] ;
  - à Singapour, le trafiquant d'héroïne malaisien Punithan Genasan est condamné à mort à cause de son trafic, après un procès qui s'est déroulé par visioconférence à cause de la pandémie de covid-19, il s'agit de la première fois qu'une condamnation à mort judiciaire est rendue par visioconférence[27].
  - publication dans Historical Biology de la nouvelle datation d'un fossile de mille-pattes Kampecaris obanensis avec une nouvelle technique de datation de zircon mise-au-point par Stéphanie Suarez, l'une des membres de l'équipe (alors que la précédente datation avait été effectuée par horloge moléculaire moins précise), qui date le fossile de 425 millions d'années ; cette nouvelle analyse apprend 3 choses aux chercheurs : que ce fossile est de 75 millions d'années plus “jeune” que ne le prévoyaient les études génétiques, que l'évolution des arthropodes a été plus rapide que ce que l'on croyait jusque-là, et qu'il s'agit de plus vieil animal terrestre connu[28],[29],[30].
- 16 mai :
  - Félicien Kabuga, un des hommes les plus recherchés au monde car très fortement soupçonné d'avoir été le financier du Génocide des Tutsi au Rwanda en équipant les milices qui l'ont commis en 1994, est arrêté à Asnières-sur-Seine en France[31].
  - à Porto Rico au milieu d'une désillusion croissante à l'égard du statut territorial de Porto Rico, la gouverneure Wanda Vázquez annonce un référendum en novembre 2020 pour décider si Porto Rico doit devenir un État américain[32].
- 17 mai : en Afghanistan :
  - un accord de partage du pouvoir est signé entre le gouvernement officiel d'Afghanistan dirigé par le président Ashraf Ghani, et le gouvernement parallèle mené par l'opposant Abdullah Abdullah, dans le but de mettre fin à la crise politique qui dure depuis mars et ainsi améliorer les négociations et la lutte contre les Talibans et la pandémie de covid-19[33] ; l'accord prévoit d'accorder la moitié des postes du gouvernement aux membres de l'ancien gouvernement parallèle, dont le poste de Haut-négociateur du Conseil pour la réconciliation nationale à Abdullah (en raison de son expérience en tant que diplomate) et la tête des Forces armées afghanes au général Dostum[34] ;
  - un attentat à la voiture-piégée revendiqué par les Talibans contre un bâtiment des services de renseignement afghans à Ghazni provoque 9 morts et une quarantaine de blessés, tous membres de ces services[35].
- 18-19 mai : aux États-Unis, au tribunal du Comté de Collin (Texas) un procès pour litige dans le domaine des assurances réuni une trentaine de jurés qui participent depuis leurs domiciles en étant connectés sur 2 salles virtuelles de la plateforme Zoom à cause de la pandémie de covid-19, et est retransmis en direct sur la chaîne YouTube de la juge Emily Miskel (bien que l'enregistrement du livestream soit interdit), il s'agit de la première fois qu'un jury de procès est réuni par visioconférence[36].
- 19 mai :
  - le parlement du Lesotho accepte la démission de Tom Thabane, il est remplacé par le ministre des Finances Moeketsi Majoro en tant que Premier ministre par intérim ;
  - réapparition du guépard saharien dans le Parc culturel de l'Ahaggar en Algérie après 10 ans d'absence[37] ;
  - au Canada, lors de la première comparution d'un mineur de 17 ans devant un tribunal de Toronto pour meurtre au premier degré et tentatives de meurtres, après qu'il eut attaqué le 24 février précédent un salon de message érotique de Toronto tuant une femme et blessant deux personnes (une femme et un homme), la justice canadienne requalifie les chefs d'accusation en activités terroristes[38], sur recommandation de la Gendarmerie royale du Canada et de la police de Toronto dont l'enquête avait prouvé que l'assaillant avait agi en s'inspirant du mouvement misogyne incel, c'est la première fois au Canada qu'un incel fait face à un chef d’accusation de terrorisme[39].
  - En Libye, les forces du GNA soutenues par la Turquie s'emparent des villes de Badr (en) et Tiji (pt) près de la frontière tunisienne.
- 20 mai :
  - élection présidentielle au Burundi, remportée par le général Évariste Ndayishimiye, en même temps que les élections législatives, gagnées par le Conseil national pour la défense de la démocratie-Forces de défense de la démocratie parti dudit général.
  - le super-cyclone Amphan, le plus puissant formé dans l'Océan Indien nord depuis le cyclone d'Orissa de 1999, frappe le Bangladesh et l'Inde[40], causant également un raz-de-marée avec des vagues jusqu'à 3 mètres de hauteur, plusieurs villages au sud de Calcutta sont détruits, au moins 84 personnes sont mortes selon les premiers bilans (dont 72 en Inde et 10 au Bangladesh), et trois millions de personnes ont été évacuées dans la province du Bengale-Occidental[41] ;
  - le ministre de la santé de Bolivie, Marcelo Navajas (es), est arrêté à La Paz par la Force spéciale de lutte contre le crime, soupçonné de corruption après l'achat à un tarif surévalué de 179 respirateurs dédiés aux malades du Covid-19[42].
- 22 mai :
  - le vol Pakistan International Airlines 8303 s'écrase sur un quartier résidentiel de Karachi au Pakistan ;
  - le loueur de véhicule Hertz, employant près de 38 000 salariés, se déclare en faillite aux États-Unis et au Canada ;
  - au Mexique, 132 fossiles de mammouths sont découverts durant la construction de l'Aéroport International Felipe Ángeles, ainsi que 19 d'ossements humains, plusieurs fossiles d'autres espèces animales du Pléistocène, des offrandes, des outils et ustensiles et une sculpture, ce qui fait du site de Santa Lucía (du nom de la base aérienne militaire implantée à côté dans l'État de Mexico) le site paléontologique le plus important d'Amérique centrale[43].
- 25 mai :
  - élections législatives au Suriname, le Parti national démocratique du président Desi Bouterse perd sa majorité absolue ;
  - la mort de George Floyd au cours d'une interpellation policière provoque un scandale aux États-Unis, et des manifestations et émeutes à Minneapolis où le drame s'est produit ;
  - en Nouvelle-Zélande, un tremblement de terre de magnitude 5,9 frappe à 97 km à l'ouest de Wellington, aucun blessé n'est signalé.
- 26 mai :
  - Le Costa Rica est devenu le premier pays d'Amérique centrale à autoriser le mariage homosexuel (le mariage homosexuel étant légal dans certains États du Mexique mais pas la totalité du pays) au terme d'une bataille judiciaire de plusieurs mois.
  - En Libye, le Commandement des États-Unis pour l'Afrique accuse la Russie d'avoir déployé des avions de chasse dans l'est de la Libye pour fournir un soutien aérien aux mercenaires russes alliés du maréchal Khalifa Haftar, qui cherche à renverser le gouvernement d'accord national (GNA) reconnu par l'ONU[44].
  - LATAM Airlines Group demande une réorganisation volontaire ainsi que sa mise sous la protection du chapitre 11 de la loi sur les faillites des États-Unis, les filiales du Brésil, d'Argentine et du Paraguay n'intègrent pas cette restructuration[45].
- 27 mai : 
  - Le gouvernement algérien rappelle son ambassadeur en France, après la diffusion de deux documentaires sur le Hirak sur les chaînes publiques France 5 et La Chaîne parlementaire[46].
  - Le secrétaire d'État américain Mike Pompeo déclare au Congrès que Hong Kong « n'est plus autonome vis-à-vis de la Chine » à la suite des plans de Pékin d'imposer une nouvelle loi sur la sécurité sur le territoire, et ne remplit plus sa désignation spéciale pour le commerce en vertu de la loi américaine qui a été établie dans le United States-Hong Kong Policy Act (en)[47].
  - À Saint-Varent (France), une fusillade fait 4 morts, dont son auteur.
- À partir du 28 mai : les protestations se poursuivent à Minneapolis et dans deux autres villes américaines après la mort d'un homme non armé, George Floyd, lors de son interpellation ; certaines dégénèrent en émeute, notamment des pillages et des incendies criminels, elles s'étendent ensuite à plusieurs autres villes des États-Unis.
- 29 mai : l'effondrement d'un réservoir de stockage de carburant près de Norilsk, en Russie, provoque un déversement de 21 000 mètres cubes de diesel dans les rivières locales ;
- Derek Chauvin, l'un des policiers impliqués dans la mort de George Floyd est arrêté puis inculpé pour « homicide involontaire ».
- 29-30 mai : une série d'attaques et de massacres au Burkina Faso attribués à des groupes terroristes djihadistes provoquent au moins 53 morts et plus de 6 disparus et de 40 blessés[48].
- 30 mai :
  - élections législatives à Niue ;
  - le vaisseau Crew Dragon de SpaceX, lancé par une fusée Falcon 9, réalise son premier vol habité pour la NASA.
- 31 mai : la tempête tropicale Amanda cause au moins 14 morts au Salvador[49].